# Ludmiła Szewcowa
Ludmiła Szewcowa, ros. Людмила Ивановна Шевцова (po mężu Guriewicz [Гуревич] i Łysienko [Лысенко], ur. 26 listopada 1934 w Tamaniu w Kraju Krasnodarskim) – ukraińska lekkoatletka reprezentująca Związek Radziecki, specjalizująca się w biegach średniodystansowych, złota medalistka igrzysk olimpijskich z 1960 r. z Rzymu, w biegu na 800 metrów.
W 1960 r. odznaczona Orderem Czerwonego Sztandaru Pracy.

## Finały olimpijskie
- 1960 – Rzym, bieg na 800 m – złoty medal

## Inne osiągnięcia
- rekordzistka świata w biegu na 800 m – od 03/07/1960 do 03/03/1962
- 1954 – Berno, mistrzostwa Europy – brązowy medal w biegu na 800 m

## Rekordy życiowe
- bieg na 800 metrów – 2:04,3 – 1960